# Van Wert County
Van Wert County je okres amerického státu Ohio založený v roce 1820. Správním střediskem je město Van Wert. Okres je pojmenovaný podle amerického vojáka z období Americké války za nezávislost Isaaca Van Warta, který se proslavil tím, že zajal britského špiona majora Johna Andrého.

## Sousední okresy
| Růžice kompasu | Allen County (Indiana) | Paulding County | Putnam County   | Růžice kompasu |
| Růžice kompasu |                        | Sever           | Allen County    | Růžice kompasu |
| Růžice kompasu | Van Wert County        |                 | Allen County    | Růžice kompasu |
| Růžice kompasu | Jih                    |                 | Allen County    | Růžice kompasu |
| Růžice kompasu | Adams County (Indiana) | Mercer County   | Auglaize County | Růžice kompasu |